# Grzymek z Cieślina
Grzymek z Cieślina – stolnik inowrocławski, kasztelan bydgoski w latach 1400–1419.
Pisał się ze Ściborza – wsi pod Inowrocławiem.
Był człowiekiem aktywnym, podróżował po Wielkopolsce i Kujawach wraz z orszakiem królewskim Władysława Jagiełły. Jego podpisy znalazły się na wielu dokumentach, w związku z czym można wymienić  szereg miejscowości i wydarzeń w jakich uczestniczył:
- we wrześniu 1401 był obecny na sądzie w Brześciu Kujawskim,
- w maju 1403 r. przebywał w Gnieźnie razem z królem,
- 27 sierpnia 1405 r. brał udział w sądzie wiecowym w Gnieźnie,
- 25 lutego 1406 r. przebywał w Pyzdrach,
- we wrześniu 1411 r. przebywał w Gnieźnie,
- 31 maja 1413 r. w Inowrocławiu w czasie pobytu króla podpisał się jako świadek na wyroku sądowym,
- 11 marca 1415 r. przebywał w Mogilnie jako sędzia polubowny,
- 17 lipca 1419 r. pod klasztorem czerwieńskim jako jedyny urzędnik bydgoski asystował przy zawieraniu traktatu z państwami unii kalmarskiej.